# Inmigración maltesa en Estados Unidos
Maltés-estadounidense son los estadounidenses con origen étnico en el sur de Europa y el país de Malta.

## Historia
Los primeros inmigrantes de Malta que llegaron a los Estados Unidos durante la segunda mitad del siglo XVIII a la ciudad de Nueva Orleans, Luisiana. Muchos estadounidenses asumieron que Malta formaba parte de Italia. En algunos casos "Nacido en Malta, Italia" fue puesto en lápidas de malteses debido a la confusión. 
En este momento y en el siglo XIX, los malteses quienes emigraron al país fueron todavía escasos. De hecho, en la década de 1860, solo entre el 5 y 10 % de la población maltesa emigró a los Estados Unidos. La mayoría de ellos eran trabajadores agrícolas, y en el caso de Nueva Orleans, hoteleros y comerciantes de vegetales. 

### sigloXX
Después de la Primera Guerra Mundial, en 1919, la inmigración de malteses se incrementó. en el primer trimestre de 1920 más de 1 300 malteses emigraron a Estados Unidos. Detroit, Míchigan, con puestos de trabajo logrados por la expansión de la industria automovilística, recibió la mayor cantidad de inmigrantes. Se cree que en los años siguientes, más de 15 000 malteses llegaron a los Estados Unidos, donde más tarde obtuvieron la nacionalidad estadounidense.
Un porcentaje significativo de los primeros inmigrantes malteses tenían la intención de permanecer temporalmente por el trabajo, pero muchos se asentaron permanentemente. Además de Detroit, otros centros industriales como Nueva York, Los Ángeles, y San Francisco, California, atrajeron inmigrantes malteses.
Después de la Segunda Guerra Mundial, el Gobierno de Malta se comprometió a pagar los costos de pasaje a los malteses que querían emigrar y vivir por lo menos dos años en el extranjero. Este programa dio lugar a un aumento de la emigración de los habitantes de la isla, provocando que aproximadamente 8,000 malteses arribaran a Estados Unidos entre los años de 1947 y 1977. El Gobierno de Malta promovió la emigración debido a que el país se encontraba superpoblado.

## Geografía
La mayoría de los inmigrantes malteses llegaron en la primera mitad del siglo XX, asentándose en ciudades como Detroit, Nueva York, San Francisco, Houston, y Chicago. La mayoría de los estadounidenses de ascendencia maltesa viven en estas 5 ciudades, particularmente en Detroit (aproximadamente con 44,000 malteses) y Nueva York (con más de 20,000 malteses), estos últimos principalmente concentrados en el barrio de Astoria, Queens.
Una comunidad maltesa prospera en San Pedro y Long Beach.

## Demografía
Al año 2010, la American Community Survey estimó 35.103 estadounidenses con ancentros malteses. De estos, 24.202 poseen ascendencia maltesa como única o principal. Este incluye ciudadanos nacidos en Malta inmigrados a Estados Unidos, sus descendientes nacidos en el país y otros numerosos inmigrantes de otras naciones con origen maltés. El idioma de esta comunidad es el maltés y a su vez, también habla el idioma inglés.

## Religión
Como en su país de origen, los estadounidenses de origen maltés practican predominantemente la religión católica. Muchos son católicos practicantes, asisten cada semana a misa y participan activamente en sus parroquias locales.